# Klassekampen
Klassekampen er en norsk venstreorienteret avis, som blev grundlagt i februar 1969. Den udkom oprindeligt kun en gang om måneden, men udkommer i dag alle dage bortset fra søndag. Oprindelig blev Klassekampen udgivet af "en gruppe marxist-leninister". Fra 1972 var avisen organ for Marxist-Leninistiske Grupper, MLG, som var forløberen til AKP(m-l).
Avisen er i dag en avis for den norske venstrefløj, med følgende formålsparagraf: "Avisen Klassekampen skal køre en seriøs, kritisk journalistik, med alsidige politiske og økonomiske afsløringer af udbytning, undertrykkelse og miljøødelæggelser – samt inspirere og bidrage til ideologisk kritik, organisering og politisk kamp mod sådanne forhold, ud fra et revolutionært, socialistisk grundsyn." Ansvarlig redaktør er Bjørgulv Braanen og daglig leder er Marga van der Wal.

## Historie
I januar 1973 blev avisen ugeavis, og kort efter blev den det formelle partiorgan for det nystiftede AKP(m-l), et parti som var vokset ud af SUF(m-l). Fra januar 1976 udkom Klassekampen to gange i ugen, og 1. april 1977 gik den over til daglige udgivelser.
I løbet af 1990'erne udviklede avisen sig i en mere uafhængig og professionel retning, hvilket som faldt i dårlig jord hos hovedejeren AKP. I 1997 blev avisens redaktør Paul Bjerke fyret. Dette førte til at mange journalister og læsere vendte Klassekampen ryggen. AKP indsatte i stedet Jon Michelet som redaktør.
Da AKP blev nedlagt i marts 2007, blev AKP's daværende ejerandel på 20 procent overført til det nye parti Rødt. Omtrent samtidig kom Fagforbundet ind som ejer med 13 procent af aktierne, og forlagene Oktober og Pax købte sig ind med en ejerandel på 10 procent. Stiftelsen Klassekampens Venner har 15 procent, mens resten er fordelt på en række mindre aktionærer.

## Chefredaktører
- Anders M. Andersen 1969
- Anders M. Andersen og Finn Aasheim 1969
- Finn Aasheim 1969
- Sigurd Allern og Finn Aasheim 1969–1970
- Sigurd Allern 1970–1972
- Finn Sjue 1973–1977
- Egil Fossum 1977–1978
- Egil Fossum og Sigurd Allern 1978–1979
- Sigurd Allern 1979–1995
- Paul Bjerke 1995–1997
- Jon Michelet 1997–2002
- Bjørgulv Braanen 2002–2018
- Mari Skurdal (2018-)[1]

## Oplag
Netto oplag (Mediebedriftenes Landsforening):
| - 1980: 7 219 - 1981: 7 633 - 1982: 7 920 - 1983: 7 920 - 1984: 8 008 - 1985: 7 780 - 1986: 8 020 - 1987: 8 110 - 1988: 8 185 - 1989: 8 449 - 1990: 8 206 - 1991: 9 232 - 1992: 10 042 - 1993: 9 692 - 1994: 9 822 - 1995: 9 103 - 1996: 7 796 | - 1997: 8 087 - 1998: 6 506 - 1999: 6 477 - 2000: 6 557 - 2001: 6 648 - 2002: 6 929 - 2003: 7 178 - 2004: 7 512 - 2005: 8 759 - 2006: 10 109 - 2007: 11 386 - 2008: 12 109 - 2009: 13 265 - 2010: 14 390 - 2011: 15 390 - 2012: 16 353 - 2013: 17 648 | \| \| \| Klassekampens netto oplag \| |
| | |                                       |
| Klassekampens netto oplag | |                                       |

## Ekstern Henvisninger
- Klassekampens hjemmeside